# Chandlerville
Chandlerville és una població dels Estats Units a l'estat d'Illinois. Segons el cens del 2000 tenia 704 habitants.

## Demografia
Segons el cens del 2000, Chandlerville tenia 704 habitants, 296 habitatges, i 200 famílies. La densitat de població era de 316,1 habitants/km².
Dels 296 habitatges en un 31,8% hi vivien nens de menys de 18 anys, en un 57,1% hi vivien parelles casades, en un 7,8% dones solteres, i en un 32,1% no eren unitats familiars. En el 27,7% dels habitatges hi vivien persones soles el 16,6% de les quals corresponia a persones de 65 anys o més que vivien soles. El nombre mitjà de persones vivint en cada habitatge era de 2,38 i el nombre mitjà de persones que vivien en cada família era de 2,92.
Per edats la població es repartia de la següent manera: un 24,6% tenia menys de 18 anys, un 7,4% entre 18 i 24, un 30% entre 25 i 44, un 21,3% de 45 a 60 i un 16,8% 65 anys o més.
L'edat mediana era de 38 anys. Per cada 100 dones de 18 o més anys hi havia 93,1 homes.
La renda mediana per habitatge era de 33.162 $ i la renda mediana per família de 41.094 $. Els homes tenien una renda mediana de 28.958 $ mentre que les dones 21.765 $. La renda per capita de la població era de 15.812 $. Aproximadament el 4,7% de les famílies i el 8,4% de la població estaven per davall del llindar de pobresa.

## Poblacions més properes
El següent diagrama mostra les poblacions més properes.